# لويس إم. هايوارد
لويس إم. هايوارد (بالإنجليزية: Louis M. Heyward)‏ هو كاتب سيناريو أمريكي، ولد في 24 يونيو 1920 في نيويورك في الولايات المتحدة، وتوفي في 26 مارس 2002 في لوس أنجلوس في الولايات المتحدة.

## وصلات خارجية
- لويس إم. هايوارد على موقع IMDb (الإنجليزية)
- لويس إم. هايوارد على موقع ألو سيني (الفرنسية)
- لويس إم. هايوارد على موقع أول موفي (الإنجليزية)
- لويس إم. هايوارد على موقع قاعدة بيانات الأفلام السويدية (السويدية)
- لويس إم. هايوارد على موقع قاعدة بيانات الفيلم (الإنجليزية)
- لويس إم. هايوارد على موقع كينوبويسك (الروسية)